# Tosksjön, Lappland
Tosksjön är en sjö i Vilhelmina kommun i Lappland och ingår i Ångermanälvens huvudavrinningsområde. Tosksjön ligger i Marsfjället Natura 2000-område.